# Елефтеро Просфигон
Елефтеро Просфигон (грч. Ελεύθερο Προσφύγων) је насељено место у општини Гребен у периферији Западна Македонија, Грчка. Према попису из 2021. године било је 134 становника.
Насеље је подигнуто после Грчког грађанског рата за грчке избеглице из села Елефтеро. Први пут се помиње на попису из 1961. године са 359 становника.